# U.S. National Indoor Tennis Championships 2013 - Qualificazioni singolare femminile
Le qualificazioni del singolare femminile dell'U.S. National Indoor Tennis Championships 2013 sono state un torneo di tennis preliminare per accedere alla fase finale della manifestazione. I vincitori dell'ultimo turno sono entrati di diritto nel tabellone principale. In caso di ritiro di uno o più giocatori aventi diritto a questi sono subentrati i lucky loser, ossia i giocatori che hanno perso nell'ultimo turno ma che avevano una classifica più alta rispetto agli altri partecipanti che avevano comunque perso nel turno finale.

## Teste di serie
1. Madison Keys (qualificata)
2. Vesna Dolonc (ritirata, primo turno)
3. Jana Čepelová (qualificata)
4. Mónica Puig (primo turno)

1. Mirjana Lučić (ultimo turno)
2. Maria Sanchez (qualificata)
3. Valerija Savinych (primo turno)
4. Alexa Glatch (ultimo turno)

## Qualificate
1. Madison Keys
2. Maria Sanchez

1. Jana Čepelová
2. Claire Feuerstein

## Tabellone qualificazioni

### 1ª sezione
|  | Primo turno | Primo turno      | Primo turno      | Primo turno | Primo turno |  |  | Ultimo turno | Ultimo turno | Ultimo turno | Ultimo turno | Ultimo turno |  |
|  |             |                  |                  |             |             |  |  |              |              |              |              |              |  |
|  | 1           | Madison Keys     | Madison Keys     | 6           | 6           |  |  |              |              |              |              |              |  |
|  |             | Mallory Burdette | Mallory Burdette | 3           | 4           |  |  | 1            | Madison Keys | Madison Keys | 6            | 7            |  |
|  |             | Rebecca Marino   | Rebecca Marino   | 3           | 4           |  |  | 8            | Alexa Glatch | Alexa Glatch | 2            | 5            |  |
|  | 8           | Alexa Glatch     | Alexa Glatch     | 6           | 6           |  |  |              |              |              |              |              |  |

### 2ª sezione
|  | Primo turno | Primo turno         | Primo turno         | Primo turno | Primo turno |  |  | Ultimo turno | Ultimo turno  | Ultimo turno  | Ultimo turno | Ultimo turno |  |
|  |             |                     |                     |             |             |  |  |              |               |               |              |              |  |
|  | 2           | Vesna Dolonc        | 1                   | 0           | r           |  |  |              |               |               |              |              |  |
|  |             | Irina Falconi       | 6                   | 3           |             |  |  |              | Irina Falconi | Irina Falconi | 4            | 2            |  |
|  | WC          | Elyzaveta Tymchenko | Elyzaveta Tymchenko | 2           | 1           |  |  | 6            | Maria Sanchez | Maria Sanchez | 6            | 6            |  |
|  | 6           | Maria Sanchez       | Maria Sanchez       | 6           | 6           |  |  |              |               |               |              |              |  |

### 3ª sezione
|  | Primo turno | Primo turno               | Primo turno               | Primo turno | Primo turno |  |  | Ultimo turno | Ultimo turno  | Ultimo turno | Ultimo turno | Ultimo turno |  |
|  |             |                           |                           |             |             |  |  |              |               |              |              |              |  |
|  | 3           | Jana Čepelová             | Jana Čepelová             | 7           | 7           |  |  |              |               |              |              |              |  |
|  |             | Michelle Larcher de Brito | Michelle Larcher de Brito | 5           | 5           |  |  | 3            | Jana Čepelová | 3            | 7            | 7            |  |
|  |             | Sesil Karatančeva         | Sesil Karatančeva         | 4           | 3           |  |  | 5            | Mirjana Lučić | 6            | 5            | 5            |  |
|  | 5           | Mirjana Lučić             | Mirjana Lučić             | 6           | 6           |  |  |              |               |              |              |              |  |

### 4ª sezione
|  | Primo turno | Primo turno       | Primo turno | Primo turno | Primo turno |  |  | Ultimo turno | Ultimo turno      | Ultimo turno      | Ultimo turno | Ultimo turno |  |
|  |             |                   |             |             |             |  |  |              |                   |                   |              |              |  |
|  | 4           | Mónica Puig       | 1           | 6           | 63          |  |  |              |                   |                   |              |              |  |
|  |             | Claire Feuerstein | 6           | 3           | 7           |  |  |              | Claire Feuerstein | Claire Feuerstein | 6            | 6            |  |
|  | WC          | Taylor Townsend   | 6           | 2           | 6           |  |  | WC           | Taylor Townsend   | Taylor Townsend   | 4            | 4            |  |
|  | 7           | Valerija Savinych | 2           | 6           | 1           |  |  |              |                   |                   |              |              |  |